# Città Zero
Città zero (Город Зеро) è un film del 1988 diretto da Karen Šachnazarov.
Fu presentato alla Quinzaine des Réalisateurs del 42º Festival di Cannes.

## Trama
Un ingegnere viene inviato, per conto dell'industria in cui lavora, in una cittadina, i cui abitanti sembrano avere comportamenti alquanto strani; uscire dalla città non sarà affatto semplice per il protagonista.

## Premi e riconoscimenti
Il film ha vinto la Rosa Camuna di bronzo al Bergamo Film Meeting nel 1990.